# Casais e Alviobeira
Casais e Alviobeira (oficialmente: União das Freguesias de Casais e Alviobeira) é uma freguesia portuguesa do município de Tomar, com 35,96 km² de área e 2528 habitantes (censo de 2021). A sua densidade populacional é 70,3 hab./km².

## História
Foi criada aquando da reorganização administrativa de 2012/2013,  resultando da agregação das antigas freguesias de Casais e Alviobeira.

## Demografia
A população registada nos censos foi:
| Distribuição da População por Grupos Etários | Distribuição da População por Grupos Etários | Distribuição da População por Grupos Etários | Distribuição da População por Grupos Etários | Distribuição da População por Grupos Etários | Distribuição da População por Grupos Etários |
| -------------------------------------------- | -------------------------------------------- | -------------------------------------------- | -------------------------------------------- | -------------------------------------------- | -------------------------------------------- |
| Antes da agregação                           |                                              |                                              |                                              |                                              |                                              |
| Ano                                          | 0-14 anos                                    | 15-24 anos                                   | 25-64 anos                                   | >= 65 anos                                   | Total                                        |
| 2001                                         | 492                                          | 390                                          | 1514                                         | 710                                          | 3106                                         |
| 2011                                         | 405                                          | 308                                          | 1498                                         | 754                                          | 2965                                         |
| Após a agregação                             |                                              |                                              |                                              |                                              |                                              |
| Ano                                          | 0-14 anos                                    | 15-24 anos                                   | 25-64 anos                                   | >= 65 anos                                   | Total                                        |
| 2021                                         | 228                                          | 279                                          | 1238                                         | 783                                          | 2528                                         |